# Laverrière
 Laverrière  es una comuna y población de Francia, en la región de Picardía, departamento de Oise, en el distrito de Beauvais y cantón de Grandvilliers.
Su población en el censo de 1999 era de 24 habitantes.
Está integrada en la Communauté de communes de la Picardie Verte .
- Datos: Q1346702
- Multimedia: Laverrière / Q1346702

1. ↑  Worldpostalcodes.org, código postal n.º 60210.
2. ↑  INSEE, Datos de población para el año 2012 de Laverrière (en francés).